# Course en ligne féminine espoir aux championnats d'Europe de cyclisme sur route 2017
La course en ligne féminine espoir des championnats d'Europe de cyclisme sur route 2017 a lieu le 4 août 2017 à Herning, au Danemark. L'épreuve est remportée par la Danoise Pernille Mathiesen.

## Récit de la course
Pernille Mathiesen part en échappée avec Jeanne Korevaar, Alice Barnes, Jelena Eric et Séverine Eraud. Elle accélère ensuite et compte trente secondes d'avance à dix kilomètres de la ligne. Elle résiste jusqu'au bout au retour du peloton et réalise donc le doublet route-contre-la-montre,.

## Classement
| \| Classement général \| Classement général \| Classement général \| Classement général \| Classement général \| \| Coureuse \| Coureuse \| Pays \| Équipe \| Temps \| \| ------------------ \| ------------------ \| ------------------ \| ------------------ \| ------------------ \| \| 1re \| Pernille Mathiesen \| Danemark \| Danemark \| 2 h 32 min 50 s \| \| 2e \| Susanne Andersen \| Norvège \| Norvège \| + 7 s \| \| 3e \| Alice Barnes \| Royaume-Uni \| Grande-Bretagne \| + 7 s \| \| 4e \| Rachele Barbieri \| Italie \| Italie \| + 7 s \| \| 5e \| Lisa Klein \| Allemagne \| Allemagne \| + 7 s \| \| 6e \| Juliette Labous \| France \| France \| + 7 s \| \| 7e \| Alicia González \| Espagne \| Espagne \| + 7 s \| \| 8e \| Marta Lach \| Pologne \| Pologne \| + 7 s \| \| 9e \| Floortje Mackaij \| Pays-Bas \| Pays-Bas \| + 7 s \| \| 10e \| Frida Knutsson \| Suède \| Suède \| + 7 s \| |                    |             |                 |                 |
| |                    |             |                 |                 |
| Source : ProCyclingStats |                    |             |                 |                 |
| Classement général |                    |             |                 |                 |
| Coureuse | Coureuse           | Pays        | Équipe          | Temps           |
| 1re | Pernille Mathiesen | Danemark    | Danemark        | 2 h 32 min 50 s |
| 2e | Susanne Andersen   | Norvège     | Norvège         | + 7 s           |
| 3e | Alice Barnes       | Royaume-Uni | Grande-Bretagne | + 7 s           |
| 4e | Rachele Barbieri   | Italie      | Italie          | + 7 s           |
| 5e | Lisa Klein         | Allemagne   | Allemagne       | + 7 s           |
| 6e | Juliette Labous    | France      | France          | + 7 s           |
| 7e | Alicia González    | Espagne     | Espagne         | + 7 s           |
| 8e | Marta Lach         | Pologne     | Pologne         | + 7 s           |
| 9e | Floortje Mackaij   | Pays-Bas    | Pays-Bas        | + 7 s           |
| 10e | Frida Knutsson     | Suède       | Suède           | + 7 s           |